# Leanda Cave
Leanda Cave, född 9 mars 1978 i Louth, England, är en brittisk triathlet. Hon vann 2012 både Ironman World Championship och Ironman 70,3 och den första kvinnan i sportens historia att vinna båda titlarna samma år. I internationella tävlingar representer hon Wales och Storbritannien.